# Laurent Chollet
Pour les articles homonymes, voir Chollet.
Laurent Chollet, né le 21 mai 1965 à Nice, est un écrivain, scénariste et réalisateur de documentaires français.

## Biographie

### Jeunesse
En 1983, suivant les traces biographiques de Jean Boullet, Laurent Chollet entreprend avec son frère Denis, de retrouver et d’interviewer tous les anciens amis et complices de cet artiste mort en Algérie en 1970 dans des circonstances incertaines, parmi lesquels Robert Benayoun, Ado Kyrou, Roger Cornaille, Piéral, Francis Lacassin, Michel Caen, Jean-Claude Romer, René Chateau.

### Carrière
Laurent Chollet est l'auteur de plus de cent livres, seul ou en collaboration, parus depuis 2000. Il a notamment publié les séries d'ouvrages L'Album de ma jeunesse (7 volumes), Génération, le livre anniversaire (31 volumes), Nés en, le livre de ma jeunesse (65 volumes) avec Armelle Leroy aux Éditions Hors collection.
Il signe également les scénarios de deux documentaires : Lise et Artur London, un couple en résistance(s) de Serge Le Péron pour France 2 (2004), et À l’écoute de Jean-Luc Godard de Vincent Perrot pour Ciné+ (2008). Il écrit et réalise ensuite la série en trois épisodes de 120 minutes, Cinéphiles de notre temps pour Ciné+ et Paris Première, dont le narrateur est Eddy Mitchell (2012).
À l'occasion de la 34e édition du Festival international du film d'Amiens en 2014, il est curateur d'exposition d’une rétrospective consacrée au comédien Jean-Pierre Marielle.
Laurent Chollet est le fondateur d'un festival du film muet dénommé Sound of Silent, dont une édition s'est tenue à Chartres en 2023. Toutefois, cet événement a largement échoué à séduire le public malgré sa programmation convaincante, en raison d'une organisation chaotique.

## Publications

### Auteur
- L’insurrection situationniste, Éditions Dagorno, 2000  (ISBN 978-2910019594)
- Les Situationnistes. L’Utopie incarnée, Éditions Gallimard, 2004  (ISBN 978-2070301539)
- Mai 1968. La Révolte en images, préface de Michel Le Bris, Éditions Hors collection, 2007  (ISBN 978-2258073142)
- L’Algérie de ma mémoire, 1930-1962, Éditions Gründ, 2015  (ISBN 978-2324004315)

### Co-auteur

#### Avec Armelle Leroy
- L'Album de ma jeunesse (7 volumes) : 30-40 ; 40-50 ; 50-60 ; 60-70 ; 70-80 ; 80-90 ; 90-2000, Éditions Hors collection, 2003-2013  (ISBN 978-2258065291) à  (ISBN 978-2258095045)
- Agenda années 60 et 70 (2 volumes), Éditions Hors collection, 2005  (ISBN 978-2258065925 et 978-2258065932)
- Le Club des Cinq, Fantômette, Oui-Oui et les autres... Les grands succès des bibliothèques rose et verte, Éditions Hors collection, 2005  (ISBN 978-2258067530)
- Génération 1945 [à 1982], le livre anniversaire (31 volumes), Éditions Hors collection, 2005-2012  (ISBN 978-2258067097) à  (ISBN 978-2258092853),
- Un siècle de scoutisme, Éditions Hors collection, 2007  (ISBN 978-2258073135)
- Les Noëls de notre enfance. Traditions et jouets de toujours, Éditions Flammarion, 2008  (ISBN 978-2080116178)
- La boîte à souvenirs : les années 60-70, Éditions Hors collection, 2009  (ISBN 978-2258081208)
- Sur les traces d’Agatha Christie. Un siècle de mystères, Éditions Hors collection, 2009  (ISBN 978-2258078888)
- Héros et Héroïnes de ma jeunesse (2 volumes), Éditions du Rocher, 2011  (ISBN 978-2268070179 et 978-2268070186)
- Le Cinéma de ma jeunesse. Cinéphiles de notre temps 1945-1995, avec Philippe Lombard, Éditions Hors collection, 2012  (ISBN 978-2258089891)
- Nés en 1930 [à 1996], le livre de ma jeunesse (65 volumes), Éditions Hors collection, 2013-2023  (ISBN 978-2258130050) à  (ISBN 978-2701402512)
- Nos années camping, Éditions Hors collection, 2015  (ISBN 978-2258117648)

#### Autres collaborations
- Des Français contre la terreur d’État (Algérie 1954-1962), collectif, Sidi Mohammed Barkat (dir.), Éditions Reflex, 2002  (ISBN 978-2914519045)
- J’balance pas j'raconte, avec André Pousse, Éditions Le Pré aux clercs, 2005  (ISBN 978-2842282356)
- 68, une histoire collective (1962-1981), Philippe Artières et Michelle Zancarini-Fournel (dir.), Éditions La Découverte, 2008  (ISBN 978-2707185884)

### Préfacier
- Alexander Trocchi, Le Livre de Caïn, Éditions du Lézard, 1999  (ISBN 978-2910718183)
- Jean-Pierre Bouyxou et Pierre Delannoy, L’aventure hippie, Éditions 10/18, 2004  (ISBN 978-2910718312)
- Thierry Ardisson, Rive droite, Éditions Pocket, 2004  (ISBN 978-2226016843)